# Раззаков, Хафиз Хамзаевич
Хафиз Хамзаевич Раззаков (род. 5 сентября 1975, посёлок Зиадин, Самаркандская область, Узбекская ССР, СССР) — российский серийный убийца и террорист, совершивший не менее 9 убийств на территории города Набережные Челны в период с 7 июня по 27 октября 2004 года по религиозным мотивам. Он расстреливал из пистолета парочки, уединившиеся в Боровецком лесу, за то, что их поведение, по мнению Раззакова, не соответствовало нормам ислама.
Свою вину в совершенных убийствах Хафиз Раззаков полностью признал. Известен под прозвищем «Боровецкий маньяк». Раззаков являлся членом террористической организации «Исламский джамаат», которая, по замыслам ее организаторов, должна была в конечном итоге создать мусульманское государство на территории Поволжья. В 2008 году Хафиз Раззаков был приговорен к пожизненному лишению свободы.

## Биография

### Ранние годы
О ранних годах жизни Хафиза Раззакова известно мало. Родился 5 сентября 1975 года в поселке Зиадин (Самаркандская область, Узбекская ССР). Имел двух братьев. Вырос в социально благополучной обстановке. В начале 1990-х годов после распада СССР семья Раззакова переехала в Брянск. Получив российское гражданство, Хафиз Раззаков в 1993 году был призван в Вооружённые силы Российской Федерации. Отслужив в армии, он вернулся в Брянск, где в конце 1995 года устроился на работу в патрульно-постовую службу. В 1997 году Хафиз Раззаков вместе со старшим братом Хайдаром переехал в город Набережные Челны, где некоторое время работал охранником во вневедомственной охране Электротехнического ОВД Набережных Челнов, после чего устроился в патрульно-постовую службу УВД Набережных Челнов, откуда вскоре уволился после нескольких месяцев стажировки. Предположительно в начале 1997 года в мечети, расположенной на Элеваторной горе в Набережных Челнах, Раззаков познакомился с вербовщиками террористов Алексеем Ильиным, сменившим имя на «Абу-Бакр», и Ширали Шукуровым, известным среди террористов по имени «Абу-Кодыро», которые рассказали Хафизу об открытии возле села Сержень-Юрт Шалинского района Чечни полевыми командирами Шамилем Басаевым и Хаттабом учебного центра «Кавказ», где мусульман обучали исламскому праву и шариату. В марте 1997 года, по версии следствия, Хафиз Раззаков появился в селе Сержень-Юрт, где был завербован чеченскими боевиками. Он принял имя «Абдул-Ахат», после чего сменил его на имя «Хасан». По версии следствия, в течение нескольких последующих месяцев Раззаков в составе участников террористической организации «Исламский джамаат» проходил военную подготовку, изучал тактику ведения боевых действий, взрывное и минное дело, практику взятия заложников для давления на политических противников внутри страны, получал теоретические знания и практические навыки диверсионно-террористической подготовки и обучался фундаменталистскому течению ислама — ваххабизму.
Однако его брат Хайдар Раззаков версию следствию впоследствии всячески опровергал. Согласно его свидетельствам, учебный центр «Кавказ» являлся религиозным институтом, и он отправил брата в Чечню с целью изучения исламского права и шариата в этом заведении. По его словам, на тот момент, кроме Чеченской республики, ни в одном из регионов Российской Федерации не было других исламских образовательных учреждений. Однако в Чечне Хафиз якобы вскоре получил ранение и пропал без вести, несмотря на то, что первая чеченская война закончилась, а вторая еще не началась, после чего он отправился на его поиски.
В марте 1999 года Раззаков, по версии следствия, с тремя татарстанцами из учебного центра «Кавказ» получил задание Хаттаба — захватить в Набережных Челнах заложника с целью получения с родственников жертвы выкупа за его освобождение. Деньги требовались полевым командирам для продолжения борьбы с федеральными властями. На операцию по захвату заложника Хаттаб выделил деньги, на которые Раззаков вместе с сообщниками приобрел автомобиль ВАЗ-2105 и КамАЗ, в кузове которого установили деревянный ящик для перевозки жертвы. Жертвой стал сын начальника жилищного управления Набережных Челнов Анатолий Геллер, который был похищен 1 июля 1999 года и вывезен на территорию Мордовии. На протяжении двух недель Геллер подвергался всяческим издевательствам и систематическим избиениям, после чего был тайно доставлен в село Урус-Мартан. Отец похищенного Яков Геллер в конечном итоге заплатил преступникам выкуп в размере 320 000 долларов, после чего заложник 7 сентября 1999 года был обменен возле контрольного поста милиции «КАВКАЗ-1» на границе Чечни и Ингушетии. По словам Раззакова, за эту операцию он получил от Хаттаба материальное вознаграждение в размере 10 тысяч долларов. Осенью 1999 года Хафиз Раззаков вернулся в Чечню, где принял участие в обороне Грозного, а в январе 2000 года в боях возле села Ведено. После окончания широкомасштабных боевых действий в Чечне в апреле 2000 года Хафиз Раззаков скрывался около года, после чего в марте 2001 года вернулся в Набережные Челны, где продолжил участие в подпольной организации «Исламский джамаат», руководителем которой был назначен Ильгам Гумеров, более известный как «Ахмад» и «Абдуль-Азиз». Хафиз Раззаков и еще восемь его земляков из Татарстана составили костяк «Исламского джамаата», целью которого было ведение «джихада» против людей, не исповедующих «правильный» ислам. Жертвами преступников должны были стать татары и настоятели мечетей, которые с неприязнью относились с точки зрения ваххабитов к представителям других религий.
«Исламский джамаат» под руководством Гумерова развернул активную деятельность в Набережных Челнах, Тукаевском, Азнакаевском районах Татарстана, в Белорецком и Учалинском районах Башкирии. В этот период участникам «Исламского джамаата» удалось завербовать 42-летнего Нафиса Калимуллина, заместителя директора ООО «Рынок», который являлся местным криминальным авторитетом. Калимуллин помог организации материальными средствами и пополнил ее кадрами за счет известных ему лиц, ведущих криминальный образ жизни в Набережных Челнах. Согласно заявлению тогдашнего министра внутренних дел РФ Рашида Нургалиева, членами «Исламского джамаата» являлся 41 человек. В начале 2003 года организацию посетил 45-летний Шамил Тамимдаров, связник чеченского полевого командира Руслана Гелаева, который поручил Гумерову создать военно-полевой лагерь в лесах Башкирии, организовать сбор пожертвований богатых прихожан мечети «Тауба» в Набережных Челнах и нападения на экипажи инкассаторских машин с целью получения денег на организацию террористических акций. Военно-полевой лагерь был создан в августе 2003 года у подножия горы «Тещин язык» рядом с поселком Инзер (Башкортостан). В этот же период Раззаков совершил ограбление офиса фирмы «Красный Восток» на территории Набережных Челнов, после чего начал подготовку ограбления инкассаторского автомобиля, перевозившего наличные деньги одной из фирм города. В течение нескольких дней Раззаков следил за графиком работы фирмы, временем появления инкассаторского автомобиля и маршрутами его передвижения, однако слежка была обнаружена охраной фирмы, после чего  инкассаторы перестали появляться, и Раззаков вынужден был отказаться от плана ограбления. Летом 2004 года Ильгам Гумеров заявил о подготовке сразу нескольких террористических акций, таких как организация взрывов на автозаводе КАМАЗ, на водозаборе в Набережных Челнах, на заводе «Нижнекамскнефтехим» в Нижнекамске, на Казанском вертолетном заводе, на железнодорожной станции в Агрызе, в войсковой части МЧС в Набережных Челнах, а также массовое убийство жителей Казани — иноверцев, празднующих «1000-летие Казани». Однако Хафиз Раззаков был недоволен медленными темпами подготовки к терактам, после чего неожиданно совершил по религиозным мотивам серию убийств.

### Убийства
Серия убийств произошла летом 2004 года на территории «Боровецкого леса» в Набережных Челнах недалеко от набережной реки Шильна. Раззаков расстреливал из пистолета парочки, уединившиеся в Боровецком лесу, за то, что их поведение, по мнению Раззакова, не соответствовало нормам ислама.
Первые убийства Раззаков совершил 7 июня 2004 года. Жертвами стали предприниматель из Менделеевска Сергей Шакиров и две девушки — Наталья Белых и Ольга Юрченко. Подойдя к автомобилю «Ока» около 10 вечера, преступник открыл дверь пассажирского места первого сидения и нанес несколько ударов ножом в область грудной клетки Натальи Белых, после чего совершил нападение на Сергея Шакирова. В ходе нападения ему удалось несколько раз ударить ножом Шакирова, однако тот оказал яростное сопротивление Хафизову и, истекая кровью, сумел его вытолкнуть из салона автомобиля, после чего Раззаков достал пистолет и через окно водительской двери выстрелил не менее шести раз в Сергея Шакирова, убив его на месте. Осмотрев салон автомобиля, он обнаружил убитую Ольгу Юрченко, которая находилась на заднем сидении и была убита пулей в сердце, которую Раззаков выпустил в Сергея Шакирова. С целью уничтожения улик Раззаков поджег автомобиль вместе с находившимися там трупами.
30 июня того же года Хафиз Раззаков встретил в Боровецком лесу 17-летнего туриста Михаила Осипова, который отстал от своей тургруппы и заблудился. После недолгого разговора с Осиповым Раззаков застрелил парня и похитил у него топографическую карту местности.
20 августа 2004 года Хафиз Раззаков совершил двойное убийство. Жертвами стали два работника магазина «Элекам» — 31-летний Иван Сидоров и 27-летняя Гульнара Гареева. Застрелив молодых людей, Хафизов похитил у них 12 576 рублей, мобильный телефон и ювелирные украшения Гареевой.
Через неделю, 27 августа, Раззаков встретил на территории леса 45-летнего Залифа Гайнетдинова и 41-летнюю Эльзу Гилязову, которые проводили свидание возле мостика через речку Шильна. Застрелив их, Раззаков забрал у убитых 4500 рублей, часы и ювелирные украшения Эльзы Гилязовой.
Последнее убийство Хафиз Раззаков совершил 27 октября 2004 года. Жертвой стала его любовница Светлана Шарипова. Это убийство стало единственным в серии, которое Хафиз Раззаков совершил при других обстоятельствах, нежели предыдущие. Шарипова была застрелена на кухне своей квартиры. Раззаков впоследствии утверждал, что в тот день признался Светлане в совершенных им убийствах и пытался убедить ее в том, что все его жертвы должны были умереть, так как были иноверцами и не соблюдали законы шариата, однако Шарипова не оценила его усердия в утверждении и защите ислама, после чего попросила его покинуть ее квартиру и больше там не появляться, вследствие чего Раззаков за отказ принимать радикальный ислам застрелил ее.

### Арест, следствие и суд
Серия убийств Хафиза Раззакова вызвала общественный резонанс в Татарстане. Расследование, начатое прокуратурой Республики Татарстан находилось под личным контролем президента республики Минтимера Шаймиева. Для усиления следственной группы в Набережные Челны из Москвы был направлен руководитель УФСБ по Татарстану Евгений Вдовин. Средства массовой информации предостерегали жителей Набережных Челнов от выездов на природу. Боровецкий лес летом и осенью 2004 года усиленно патрулировался нарядами милиции, сотрудники которой перекрыли все въезды на территорию лесопарка, перекапывали грунтовые дороги рвами и устраивали завалы из поваленных деревьев. Была предпринята попытка найти преступника путем «ловли на живца», с целью чего женщины из числа сотрудников УВД вместе с коллегами изображали отдыхающие пары, но все попытки разоблачения серийного убийцы оказались безрезультатными. После убийства Светланы Шариповой Раззаков оказался в числе основных подозреваемых и был объявлен в розыск на основании показаний соседки убитой. Подруга убитой рассказала следователям, что Раззаков представлялся Светлане как Дамир и имел пристрастие к зеленому чаю определенного сорта, который был обнаружен в чайнике на столе в кухне квартиры Шариповой в день ее убийства. Изучив детализацию телефонных звонков с мобильного телефона убитой женщины, следователи в конечном итоге установили личность Хафиза Раззакова и его местонахождение, после чего он был арестован 8 ноября 2004 года. В ходе первых допросов он полностью признал свою вину и дал признательные показания по каждому из эпизодов. Раззаков заявил следователям о том, что все убийства совершил из религиозных побуждений, так как жертвы согласно его религиозным убеждениям являлись «грешниками», занимавшимися прелюбодеянием вне брака и не соблюдавшими требования ислама. Также Раззаков рассказал следователям об организации «Исламский джамаат» и дал показания против каждого из ее участников. Обыск в квартире арестованного подтвердил его участие в экстремистской группировке. В ходе обыска квартиры Раззакова были найдены камуфляжная одежда, самодельные пояса шахидов, чертежи взрывных устройств, а также два пистолета. Впоследствии результаты криминалистическо-баллистической экспертизы подтвердили, что все 9 жертв Раззакова были убиты из пистолетов, которые были найдены у него. Один из пистолетов принадлежал другому участнику «Исламского джамаата» — криминальному авторитету Нафису Калимуллину, который также был арестован. Калимуллин отрицал свою причастность к серийным убийствам и утверждал, что передал свой пистолет Раззакову с просьбой починить неисправный пусковой механизм. После ареста, Хафиз Раззаков также заявил  о своей причастности к нападению летом на блокпост возле села Муни Ботлихского района Дагестана летом 1999 года, когда были убиты десять сотрудников дагестанской милиции, и к нападению на колонну Пермского ОМОНА у села Джани-Ведено 29 марта 2000 года, террористической операции чеченских боевиков под командованием Абу-Кутейба во время второй чеченской войны. Раззаков утверждал, что 11 военнослужащих он и его сообщники взяли после нападения в плен и позже казнили с особой жестокостью. По признанию Раззакова, его группа «принимала самое непосредственное участие» в казни.
Арест и признания Хафиза Раззакова имели фатальные последствия для «Исламского джамаата». На основании показаний Раззакова и Калимуллина вскоре был обнаружен их лагерь на территории Башкортостана и арестованы несколько участников организации, в том числе старший брат Хафиза — Хайдар Раззаков. В ходе обысков у преступников были изъяты автоматы Калашникова, 8 пистолетов и глушители к ним, гранаты, обрезы, охотничьи ружья, Более 500 грамм взрывчатого вещества – пластита, свинцовые шарики, руководства по изготовлению взрывных устройств, большое количество боеприпасов, экстремистская литература и мелкие металлические предметы, которые используются в качестве поражающего элемента в самодельных взрывных устройствах. Руководитель «Исламского джамаата» Ильгам Гумеров был объявлен в розыск, но ему удалось сбежать из страны. В конечном итоге он обосновался на территории Казахстана, где был найден и арестован  14 апреля 2005 года. Последние члены организации, остававшиеся на свободе, Данил Габдулхаков и его двоюродный брат Венер Хазетдинов с семьями, были задержаны в Оренбургской области в ночь на 22 сентября 2007 года, когда попытались перейти границу с Казахстаном.
В ноябре 2006 года расследование было завершено и уголовное дело объемом в 127 томов было направлено в суд. Судебный процесс открылся в феврале 2007 года. Дело рассматривал суд присяжных. В этот период по ходатайству адвокатов Хафиз Раззаков был этапирован в «Государственный национальный центр социальной и судебной психиатрии имени Сербского», где на протяжении последующих двух месяцев с ним работали специалисты. По результатам экспертизы он был признан вменяемым.
14 февраля 2008 года Верховный суд Республики Татарстан признал Хафиза Раззакова виновным в совершении 9 убийств, после чего назначил ему уголовное наказание в виде пожизненного лишения свободы. Незадолго до вынесения приговора, он неожиданно отказался от своих признательных показаний и заявил, что в действительности несет ответственность за совершение только одного убийства - своей сожительницы Светланы Шариповой.

### В заключении
Свое наказание Раззаков отбывал в «Исправительной колонии № 6 Управления Федеральной службы исполнения наказаний по Оренбургской области», более известной как «Черный дельфин».
В начале 2022 года Хафиз Раззаков был допрошен на территории «Черного Дельфина» по делу о нападении на колонну Пермского ОМОНА у села Джани-Ведено 29 марта 2000 года, в ходе которой были убиты 43 сотрудника правоохранительных органов и военнослужащих, ранения различной степени тяжести и моральный вред причинены 102. После нападения участники преступного сообщества похитили закреплённое за бойцами ОМОН и военнослужащими огнестрельное оружие различных видов и модификаций, в том числе 36 автоматов Калашникова, 13 пулемётов, 3 снайперские винтовки, гранатомёт АГС и боеприпасы к ним. Расследование велось  Главным следственным управлением Следственного комитета Российской Федерации по Северо-Кавказскому федеральному округу. На основании показаний Раззакова и других доказательств, были установлены личности других боевиков, после чего они были арестованы весной 2022 года в разных городах России различными подразделениями ФСБ России. Среди арестованных оказался старший брат Хафиза — Хайдар Раззаков, который свою не признал.
В июле 2022 года расследование было завершено и дело было передано в суд. Хафизу Раззакову было предъявлено обвинение в совершении преступлений, предусмотренных ст.ст. 279 и 317 УК РФ (участие в вооруженном мятеже, посягательство на жизнь сотрудников правоохранительных органов и военнослужащих). В связи с этим Раззаков вскоре покинул территорию колонии «Черный дельфин» и был этапирован для проведения судебного процесса в Набережные Челны. 14 апреля 2023 года Хафиз Раззаков был признан виновным по всем пунктам обвинения. С учетом ранее вынесенного  наказания суд окончательно назначил ему уголовное наказание в виде пожизненного лишения свободы, после чего Раззаков был возвращен в «Черный дельфин».